# Plus One/TIME
「Plus One/TIME」（プラスワン/タイム）は、日本のアーティスト、平井堅の39枚目のシングル。2016年5月25日にアリオラジャパンから発売された。

## 概要
- 前作から9ヶ月ぶりのリリースで、本作は両A面での発表である。

- Plus Oneは、テレビ朝日系ドラマ「グッドパートナー 無敵の弁護士」の主題歌、TIMEは、三重県、賢島で行われた伊勢志摩サミット2016の応援ソングに起用されている。

- 通常盤には、君の鼓動は君にしか鳴らせないにも収録されていた20周年記念のヒット曲、人気ナンバーを凝縮した20th Anniversary Mega Mixの第2弾が収録されている。

- ジャケット写真にはマイペットモンスターのキャラクターのぬいぐるみが置かれている。

## 収録曲

### 通常盤
1. Plus One
作詞・作曲：Ken Hirai、編曲：UTA
2. TIME
作詞：Ken Hirai、英歌詞：YURI、作曲：Ken Hirai、編曲・オースケトラアレンジ：Shiro SAGISU、コーラスアレンジ：Lorrain Briscoe aka Loren、Shiro SAGISU、リズムセクションアレンジ：Andrew Smith
3. Ken Hirai 20th Anniversary Mega Mix Vol.2
4. Plus One -backing track-
5. TIME -less vocal-

### 初回盤
1. Plus One
2. TIME

### DVD
KEN HIRAI TV Vol.5「歌バカ けん散歩 in伊勢志摩」